# Вязовское сельское поселение (Прохоровский район)
Вя́зовское се́льское поселе́ние — муниципальное образование в составе Прохоровского района Белгородской области России.
Административный центр — село Вязовое.

## Описание
Вязовское сельское поселение расположено в Прохоровском районе, Белгородская область. В муниципальное образование включены так же два населенных пункта — хутор Ясная Поляна (в 7 км к северу от села Вязовое) и село Вязовое, которое является административным центром. Площадь сельского поселения составляет порядка 5189,3 га, из которых фермерским хозяйствам отведена земля площадью в 1244,8 га, личные подсобные хозяйства — 188,5 га, большую часть занимают земли ООО «Источник» — 3326 га

## История
Вязовское сельское поселение образовано 20 декабря 2004 года в соответствии с Законом Белгородской области № 159.
По воспоминаниям старожилов, село было образовано на рубеже XVII—XVIII веков. Свое название получило толи от росшего непроходимого леса из вязов, толи от вязких болот, образовывавшихся из-за подъёма грунтовых вод.
Село Вязовое образовалось в административных границах древнего Корочанского уезда. Оно входило в состав поселенки Верхний стан, занимавшего северную часть уезда, от села Свинец до Корочи. По архивным данным переписи населения тех лет первые поселенцы в 1721 году были записаны как жители Свинца, а уже в 1725 году как жители села Вязовое, поэтому можно сделать вывод, что село образовалось с 1721 по 1725 года.
В начале XIX века на месте сегодняшней Ясной Поляны находилась деревня (4 двора), которая носила название Веселая Вершина, упоминания о которой были до 1812 года. Позднее там располагался Хутор Овсянникова (по имени его основателя).
Село Вязовое к 1907 году становится центром волости, в которую входят: Ольшанка (Кологреевка) с хутором Кологреевским (527 житель), Никаноровка (817 жителя), Сергиевка (384 жителя), Уколово (1190 житель), Гремучий Колодезь (169 жителей), Васильевка (821 жителя), Петровка (624 жителя), Кондровка (631), Раисы (347), Чуево (1878 жителей).
В прошлые времена население этих мест славилось такими промыслами и умельцами: обжиг кирпича, вышивальщицы, ткачихи, вязальщицы, пекари.
В годы перед коллективизацией, зажиточные жители села Вязово решили найти новое место с плодородной землей и хорошими обширными пастбищами для скота, свой выбор они сделали на месте, которое сегодня называется Ясная Поляна.
В 1929 году, как и по всей стране, в Вязовом началась коллективизация. Здесь получили рождение семь колхозов: «Фабрика хлеба», «Красный борец», «Красный кооператор», «Пролетарский путь», «Красный партизан», «Революционный путь», «Ясная Поляна».
22 июня 1941 года мирная жизнь села закончилась, когда жители увидели немецкие обозы. Многие мужчины ушли на фронт, большая часть женщин трудилась на строительстве железной дороги Старый Оскол- Ржава.
В 1950 году происходит укрупнение колхозов: колхозы «Пролетарский Путь» и «Красный Борец» объединились в колхоз «Завет Ленина», колхозы «Красный Кооператор», «Красный Партизан» — в один колхоз им. Хрущева, колхозы «Революционный Путь», «Ясная Поляна» и «Фабрика хлеба» стали колхозом «Великий Октябрь».
В начале 1950-х годов начинается активное строительство во всех населенных пунктах современного Вузовского поселения. Строятся мельница и пилорама, ремонтная мастерская для сельскохозяйственной техники, повышаются показатели по сбору зерна. В 1960-х годах строится дом культуры и здание для размещения сельского Совета, здание школы, позднее общежитие, столовая, летнее кафе.
В 1990-х годах в административный центр село Вязовое проводят газ.

## Население
| 2010 | 2011 | 2012 | 2013 | 2014 | 2015 | 2016 | 2017 | 2018 |
| ---- | ---- | ---- | ---- | ---- | ---- | ---- | ---- | ---- |
| 860  | ↘853 | ↘834 | ↘811 | ↘783 | ↘767 | ↗769 | ↘764 | ↘757 |
| 2019 | 2020 | 2021 |      |      |      |      |      |      |
| ↘730 | ↗739 | ↘701 |      |      |      |      |      |      |

## Состав сельского поселения
| № | Населённый пункт | Тип населённого пункта       | Население |
| - | ---------------- | ---------------------------- | --------- |
| 1 | Вязовое          | село, административный центр | ↘852      |
| 2 | Ясная Поляна     | хутор                        | ↘8        |